# John Paul Scott
John Paul Scott (Leitchfield, 3 gennaio 1927 – Tallahassee, 22 febbraio 1987) è stato un criminale statunitense.
Fu l'unico detenuto di Alcatraz che, mediante un'evasione, confermò la possibilità di attraversare a nuoto le fredde acque della Baia di San Francisco.

## Biografia
John Paul Scott nacque a Leitchfield, in Kentucky, nel 1927. Derubò banche tramite rapine a mano armata presso Lexington e fu condannato a 30 anni di reclusione. Prima fu mandato al Penitenziario di Atlanta, poi ad Alcatraz ed infine a Tallahassee.

### Alcatraz e il tentativo di fuga
Scott fu mandato sull'isola di Alcatraz nel 1959 e divenne il prigioniero n. AZ1403. Il 16 dicembre 1962 tentò di scappare con l'amico detenuto Gerald "Junior Lee" Parker, un ladro di banca e dirottatore condannato a 50 anni di prigione. Con un filo di cera e della polvere abrasiva,
Scott e Parker riuscirono ad allargare le sbarre di una finestra delle cucine; arrivati sui bordi della scogliera, legarono delle corde e si fecero calare nell'acqua. Distrattamente, Parker scivolò e si slogò un piede, mentre Scott si allontanò senza aspettare il compagno. Ad ogni modo, entrambi attraversarono la baia di San Francisco, mantenendosi a galla con residui di gomma rubati. La fuga fu notata verso le 5:47 di mattina; Parker fu recuperato in acqua da un'imbarcazione delle forze dell'ordine all'incirca 25 minuti dopo. Verso le 19:40 dello stesso giorno, due adolescenti notarono una persona priva di sensi che stava patendo una forte ipotermia, distesa supina sotto il Golden Gate Bridge, ovvero Scott. Dopo essere stato soccorso, venne curato presso il Letterman General Hospital; una volta dimesso, tornò ad Alcatraz.

### Circostanze
La temperatura dell'acqua in quella stagione era approssimativamente di 8 °C, a dicembre, perciò sembrava impossibile poter scappare da Alcatraz nuotando. Vi era inoltre una corrente di 3 nodi (5,4 km/h). Quando Frank Morris ed i fratelli John e Clarence Anglin sparirono qualche mese prima, gli ufficiali della prigione affermarono che erano affogati. A causa della fuga "riuscita" da parte di Scott, l'ipotesi della morte dei tre precedenti detenuti fu molto discussa. Per la prima volta fu provato, che un prigioniero riuscì a nuotare per tre miglia in acque fredde e quindi che una fuga dall'isola di Alcatraz era possibile. Dopo la chiusura di Alcatraz, Scott fu trasferito a Leavenworth (Kansas), più tardi a Marion (Illinois), dove fece un ulteriore tentativo di fuga. Morì nel 1987 nel carcere federale di Tallahassee, Florida. Oggi riposa nel cimitero di Willisburg, Kentucky.